# Менгершид
Менгершид (нім. Mengerschied) — громада в Німеччині, розташована в землі Рейнланд-Пфальц. Входить до складу району Рейн-Гунсрюк. Складова частина об'єднання громад Зіммерн.
Площа — 9,53 км2. Населення становить 710 ос. (станом на 31 грудня 2020).